# ميكي ادامز
ميكي ادامز ميشيل رينشتارد المعروف بميكي آدامز ولد في الثامن من نوفمبر عام 1961.هو لاعب كرة قدم إنجليزي محترف حيث انتقل للعمل كمدرب لكرة القدم ل دوري الدرجة الممتازة الايرلندي حيث كان أفصل المدربين في فريق سليغور روفرز. كان ميكي يلعب مُدافع وقدم حوالي 483 مباراة في دورى كرة القدم الإنجليزي في 19عام والتي تشمل خمس سنوات في نادى ساهوثهامبتون على مستوى عالى. بدأ ميكي حياته الإدارية لاعب -مدرب نادى فولهام عام 1994 وكان قائدا لفرق عدة لمستويات متفاوتة ونجاحات مختلطة، تم إقالته عدة مرات وحصل على اربع ترقيات للفرق التي يقوم بتدريبها عند شغله لمنصب مدير للموسم مرتين.
ولد ميكي في شفيلد. عندما كان عمره الثانية عشر شارك في فريق الشباب في شيفيلد يونايتد حتى عرض للبيع عام1977. أصبح ميكي محترفا في فريق غيلينغهام الدرجة الثالثة عام 1979 حيث فرض نفسه في الفريق الأول وفاز بفرصة الانتقال إلى عام 1993 حيث كان في الدرجة الأولى. قضى ميكي أربع سنوات في كوفنتري سيتى قبل أن يباع إلي ليدز يونايتد عام 1987. تم شرائه من قبل (سوثموبوتم)بقيمة 250,000 دولار عام 1989حيث تمتع بأفضل خمس سنوات لكونه في الصدارة.عام 1994 انتقل على سبيل الإعارة لستوك سيتى قبل أن يوقع لفولهام بعد ذلك في العام.عُين لاعب - مدرب لفولهام في مارس عام 1996 حيث قاد الفريق للدرجة الثالثة وسمى كمدير الدرجة الثالثة لهذا الموسم. على الرغم من نجاحه في فولهام إلا أنه تمت إقالته حيث خرج إلى مدينة سوانزى سيتى بعد أقل من أسبوع من المسئولية بدءا من شغله منصب في نادى برينتغورد في نوفمبر عام 1997 .نتيجة ضعف ناديه هذا الموسم تم إقالته من منصبه.ومن هذه النقطة انتهت مسيرته الكروية.
التحق ب نوتينغهام فورست كمساعد مدرب حيث تولى منصب مساعد مدرب في الدورى الإنجليزى الممتاز. في أبريل عام 1999 عاد للإدارة مع نادى برايتون اند هوف أليبون، قاد ميكي الفريق للدرجة الثالثة الملقبة 2000-2001.فاز ببطولة الدورى لهذا الموسم مرتين.انتقل بعد ذلك إلى ليستر سيتى كمساعد قبل توليه مديرا للنادى في أبريل 2002.انطلق بالنادى للفوز بدوري كرة القدم الانجليزى كوصيف للدرجة الأولى عام 2002-03، على الرغم من أنه قدم استقالته في أكتوبر 2004، وفشله في حفاظ ناديه على صدارة الدورى الانجليزى الدرجة الأولى شغل منصب المكون لنادى كونفنترى سيتى في يناير 2005، وعلى الرغم من أنه فقد وظيفته في يناير 2007.عاد إلى بريغتون في مايو 2008، وعلى الرغم من توليه للمرة الثانية كمدير التي لم تستمر سوى تسعة أشهر.عين مديرا في بورت فالى في يونيو 2009 قبل رحيله إلى شيفليد يونايتد في ديسمبر 2010.فشل ميكي في منع يونايتد من اعتلاء الصدارة في الدورى الممتاز، في مايو 2011 تم إقالته مما جعلته غير قادرا على العودة كمدرب في بورتو فالى. على الرغم من بداية الموسم في الإدارة، قاد ميكي فالى للدورى الممتاز عام 2012-13.في سبتمبر عام 2014 استقال من منصبه كمدرب في فالى وانتقل في الشهر التالى لترانمير رونفيري.
في أبريل عام 2015 غادر ترانمير والفريق في أدنى مستوياته في دورى كرة القدم. وفي أغسطس عام 2015 تم تعيينه كمدير لمدة ثلاثة أشهر للجانب الايرلندي سيلغو روفرى. تزوج مرتين وأنجب أربع بنات وابن واحد.

## وظيفة مبكرة
ولد آدامز في شفيلد، جنوب يوركشير. كان تلميذ مساعد في شيفيلد يونايتد من عمر الثانية عشر، وكان تونى كي  محبوب الصبا بالنسبة لآدامز وكان من المفضلين لدى المدير جيمى سيرل، على الرغم من أن ميكي تحرر من مجموعة شباب في شهور قليلة بعد استبدال هارى هسلام سيرل كمدير في سبتمبر عام 1987.

## غلينغهام
غادر جون شو كابتن فريق يونايتد للأشبال النادى وأصبح كابتن في نادى غلينغهام، بعد ذلك سافر آدامز 240 ميل خارج حدود وطنه وانتقل إلى جيليغهام كمبيدئ في شهر أغسطس عام 1978. أثناء هذه الفترة كمبتدئ فاز آدامز بأربع مباريات دولية لفريق منتخب إنجلترا تحت 17 سنة لكرة القدم وتنافس في البطولة في يغوسلافيا. في نوفمبر عام 1979 ذهب ليمضي كأحد المحترفين في جيلينغهام. نظرا لسرعته الطبيعية بدأ آدامز مسيرته الكروية كجناح ايسر قبل ان يلعب مدافع بعد أن وجد أنها تفتقر إلى المهارات التقنية للتغلب على الخصم القادم من صفوف النادى في نفس الوقت مثل ستيف بروس، قال آدامز بعد ذلك أن بيل كولنز أنه المؤثر الرئيسي في مسيرته. في عام 1982-84 سُمى بفريق الدرجة الثالثة في رابطة لاعبى كرة القدم للمحترفين لهذا العام.

## كوفنترى سيتى وليدز يونايتيد
بعد 103مباراة لدورى جيليغهام الدرجة الثالثة، انتقل إلى نادى كوفنترى سيتى في عام 1993 بقيمة 85000 دولار. ناضل رغم إصابته في هايفيلد روود ولم يكن مشهور من قبل المعجبين.
ذكر كيث هويشين أنه لم يكن منسجما مع المدرب جون سليث وكان عرضة للإساءة عندما غادر الفريق.
وعلى الرغم من ذلك لعب أكثر من مائة لعبة لسيتى لمدة أربع سنوات قبل أن يأخذه مدير ليدز يونايتد للدرجة الثالثة بيلي بريمنير بقيمة 110000دولار. مع قرب انتهاء الموسم الأول لليدز لعب في نصف نهائى كأس الاتحاد الإنجليزي وهزم أمام ناديه السابق كوفنترى في ملعب هيلزبره، حيث فاز فريق كوفنترى 3-2 في الوقت الإضافي. في عام 1987 ذاق ليدز طعم الحسرة نتيجة هزيمته في المباراة النهائية الفاصلة ل نادى تشارلتون أتلتيك ومرة أخرى بعد الوقت الإضافي.

## ساوثامبتون
اتت عودته ل دورى كرة القدم الانجليزى في مارس عام 1989 عندما تقدم نادى ساوثهامبتون على ليدز بقيمة 250000 دولار من أجل خدماته. في 25مارس عام1989 قام آدامز لأول مرة من أجل القديسين عن طريق أخذ مكان ديريك ستاثام كظهير أيسر في الهزيمة 3- 1أمام. حجز آدامز مكانه للمباريات السبع المقبلة قبل خسارته أمام جيري فورست في المباريات القليلة الماضية لهذا الموسم. لعب آدامز أول سبع مباريات لموسم عام 1989-90 قبل خسارة مكانته من خلال إصابته من فرانسيس بن على، الذي بدأ بعد ذلك في تشكيل شراكة كظهير هام مع جويسون دور. في أبريل عام 1990 وقع آدامز توقيع جديد مع اوليكسي تشيردينيك ولعبوا ماتبقى من الموسم معا.
بدأ آدامز في تقبل الخيار الأول في وجوده كظهير أيسر في بداية موسم 1990-91 . كان شريكه الأول تشيردينك ومن بعده دود وفي النهاية بارى هورن من ناحية اليمين. تغلب مرة واحدة على الإصابات في أوائل الموسمين في زا ديل. بدأ آدامز في التأكيد على أن مكان الظهير الأيسر ليس أكبر أو أقل من أنه يملكه من خلال تحركاته النشيطة بجانب خط التماس التي تعطيه طليعة إضافية. في خلال الموسم لعام 1991-92 كانت أهدافه من أجل القديسين ضد فريق ايفرتون، توتنهام هوستبير ووست هام يونايتد. في 14 أبريل عام 1992 احرز الهدف الوحيد ما بعد التسديدة في الدقيقة 88ضد ويست هام بعد أن أبدع ماتيو لو تيسيي في خلق مساحة للتسجيل حيث وصف الهدف بأنه لحظة من الحقيقة العارمة على خلاف اللعبة العادية.
أثناء افتتاح الموسم في الدورى الانجليزى الممتاز، خسر آدامز فقط اربعه مباريات وشارك في 38 مباراة مع احراز اربعه اهداف مع زميله في الوينج اليمين الحالى كيف كينا مع المدرب لان بران فوت وكان يلعب في الأمام دود وبن على. ذكر نفسه في كتب التاريخ لأسباب خاطئة، عندما طرد من المباراة في 19 أغسطس عام 1992 ضد كوينز بارك رينجرز ولوفتس رود أثناء مباراته الثالثة لهذا الموسم. كانت هذه المرة الوحيدة التي حصل فيها على كارت أحمر. حيث كان موسم 1993-94 الأخير لادامز في دورى الدرجة الأولى. بدأ الموسم كخيار مناسب كظهير أيسر قبل خسارته أمام سيمون تشارلتون. ظهر في 19مباراة من أصل 42 في الدورى حيث انتهت هذا الموسم مثلا في ساثاموتن في الثامن عشر من الشهر وكان يتجنب ابعاده. المباراة الاخيرة له في ساوثابوتم انتهت بالهزيمة 1-0 على أرضه إلى نورويتش سيتي، تم إقالة بران فووت من منصبه كمدير واستبداله بللاعب ألان بول  لم يلعب آدامز نهائيا تحت بوول حيث انتقل على سبيل الإعارة ل ستوك سيتى في مارس عام 1994 حتى نهاية الموسم. أحرز آدامز ثلاثة أهداف في عشرة مباريات لبورتز ولكنه لم ينضم إلى صفوف النادى تحت قواعد دائمة مثلما رفضت إدارة شئون العاملين بالسماح له للعمل مديرا في أكاديمية النادى. شارك آدامز في حوالي 174 مباراة للفريق الأول محرزا سبعة أهداف خلال الخمس سنوات التي قضاها في ساوثامبوتم.

## فولهام
في يوليو عام 1994، انضم آدامز لصفوف نادى فولهام مجانا حيث اجتمع بران فوت في إعداد كوتيجيرز لموسم 1994-95 حيث هبط الفريق إلى الدرجة الثالثة (أدنى مستوياته للدورى الممتاز) وهذه المرة الأولى له في تاريخه. وقع مع النادى على أمل أن يقوم بران فووت بتعليمه حبال التدريب. انتهوا من الدور السابع من الدورى لهذا الموسم ولكن نتيجة إعادة هيكلته للدورى الذي كان يبدو أقل تنظيما قى أقل من مكان واحد في أقل من ثلاث تقسيمات. غاب فولهام عن المباراة الفاصلة في حين أصبح بران فووت المدير العام في مارس عام 1995 حيث تم تعيين آدامز لاعب -مدرب لفولهام الذي كان في أدنى مستوياته على الإطلاق حيث كان في الترتيب السابع العاشر في الدرجة الثالثة.

## المهنة الإدارية
قبل العمل في الإدارة، أثبت يوركشاير بأمانة قدرته على اكتشاف الشباب الموهوبين. اكتشف واين بريدج الذي يلعب في اولفيس باترى، حيث رشح بريدج إلى نادى ساوثهامبتون الذي وقع له بعد ذلك كمدرب في يوليو عام 1996.

### فولهام
انتقل آدامز إلى نادى فولهام، خلفا للان بران فووت في مارس عام 1996 مع نادى لندن ليصل للمكان 91 في صدارة الدورى. بعد أن ساعد النادى في تجنب عدم الصعود للدورى لكرة القدم، تم ترقية فولهام للدرجة الثانية كوصيف في الجدول النهائى للموسم القادم. وحصل آدامز على جائزة أفضل مدرب للدرجة الثالثة للموسم. بنى آدامز فريقه من خلال النقل المجانى، ورسوم صغيرة، وتثبيت العقيدة، والثقة في الاعيبة كل هذا تحت تصرفه بدلا من إنفاق المبالغ الهائلة. أعلى رسوم أنفقه آدامز كان على لاعب وكان حوالي 200000 دولار لزميله السابق بول مودي.
في حين استيلاء مجمد الفايد على فولهام، رفض آدامز العمل كمدير في سبتمبر عام 1997 لصالح كيفن كيفان (مدير كرة القدم) وراى ويلكينز (المدير الفنى للمنتخب).
«على القول أن هذا هو القرار الصحيح.لننظر اين هم الآن، فايد عليه أن هذا هو تسجيلى. في الوقت الذي تخلصت فيه من نفسي كان قرار صعب. اخبرنى مدير النادى اننى سوف أكون أليكس فيرغسون لفولهام.حيث مضيت عقد لمدة خمسة سنوات....... وبعد ذلك تم اقالتي بعد اربع شهور.»
قال آدامز هذا في يوليو عام 2009.

### سوانسي إلى برانت فورد إلى نوتنغهام
عاد آدامز سريعا إلى سوانزى سيتى للدرجة الثالثة ولكنه ترك المنصب بعد خمسة عشر يوم وثلاث مباريات. وادعى آدامز ان النقود التي حصل عليها وتوعد بها لتقوية الفريق لم تصل بعد.
حصل ادامز على وظيفته الثالثة في موسم 1997-98 قبل انتهاء عام 1997 عندما تولى منصب مديرا لنادى برينتفورد. لقد عانى النادى كثيرا نتيجة تراجعه في الدورى بعد خسارته في المباراة النهائية الفاصلة للدرجة الثانية للموسم السابق، وكان بالقرب من سفح الجدول. وقع مع المهاجم اندى سكوت من شفيلد يونايتد بقيمة 75000 دولار، كما وقع مع جليين كوكريل كلاعب/مساعد مدرب، وارن أسبينال ولونيى نيجل جليغورن. وعلى رغم من زيادة الاصابات بكثرة مع كلا من ليجاه اندرسون، ديريك بريان وريكى ريتيه في كل الملاعب. لقب آدامز بمدير الدرجة الثانية لشهر مارس بعد احرازه ثلاث انتصارات وتعادلين. بالرغم من كل المجهودات التي يقوم بها ادامز إلا ان برانت فورد تراجع إلى الدرجة الثالثة في اليوم الاخير من هذا الموسم وتم شراء النادى من قبل رون نودييس الذي ثبت نفسه كمدير جديد لبرانت فورد.
وبعد أن أخذ قسطا من الراحة من اللعب، انضم آدامز بعد ذلك ل نوتينغهام فورست كمدير مساعد تحت دافى بايسيت. في يناير عام 1999 تم إقالة بايست وأخذ آدامز منصب مدير مؤقت في مباراة الدوري الممتاز الوحيدة قبل أن يعين رون أتكينسون كبديل لبايست.

## روابط خارجية
- ميكي ادامز على موقع قاعدة بيانات كرة القدم.إي يو (الإنجليزية)
- ميكي ادامز على موقع Soccerbase.com (لاعب) (الإنجليزية)
- ميكي ادامز على موقع Soccerbase.com (مدرب) (الإنجليزية)
- ميكي ادامز على موقع عالم كرة القدم.نت (الإنجليزية)